# Kanton Lanslebourg-Mont-Cenis
Der Kanton Lanslebourg-Mont-Cenis war von 1860 bis 2015 ein französischer Wahlkreis im Département Savoie. Er umfasste sieben Gemeinden und hatte seinen Hauptort in Lanslebourg-Mont-Cenis.

## Gemeinden
Der Kanton bestand aus sieben Gemeinden:
| Gemeinde               | Einwohner Jahr | Fläche km² | Bevölkerungsdichte | Code INSEE | Postleitzahl |
| ---------------------- | -------------- | ---------- | ------------------ | ---------- | ------------ |
| Bessans                | 333 (2013)     | 128,08     | 3 Einw./km²        | 73040      | 73480        |
| Bonneval-sur-Arc       | 248 (2013)     | 82,72      | 3 Einw./km²        | 73047      | 73480        |
| Bramans                | 426 (2013)     | 92,26      | 5 Einw./km²        | 73056      | 73500        |
| Lanslebourg-Mont-Cenis | 637 (2013)     | 93,61      | 7 Einw./km²        | 73143      | 73480        |
| Lanslevillard          | 467 (2013)     | 39,84      | 12 Einw./km²       | 73144      | 73480        |
| Sollières-Sardières    | 186 (2013)     | 33,31      | 6 Einw./km²        | 73287      | 73500        |
| Termignon              | 407 (2013)     | 149,03     | 3 Einw./km²        | 73290      | 73500        |

Koordinaten: 45° 15′ N, 6° 56′ O